# ブレイクコア
ブレイクコア (英語: Breakcore) とは1990年代半ばから後半にかけて、ジャングル、ハードコア、ドラムンベースといったスタイルの中から現れたエレクトロニック・ダンス・ミュージックのスタイルの一つである。複雑で緻密なブレイクビートと幅広いサンプリング音源が高速なテンポで再生されることを特徴とする。

## 歴史

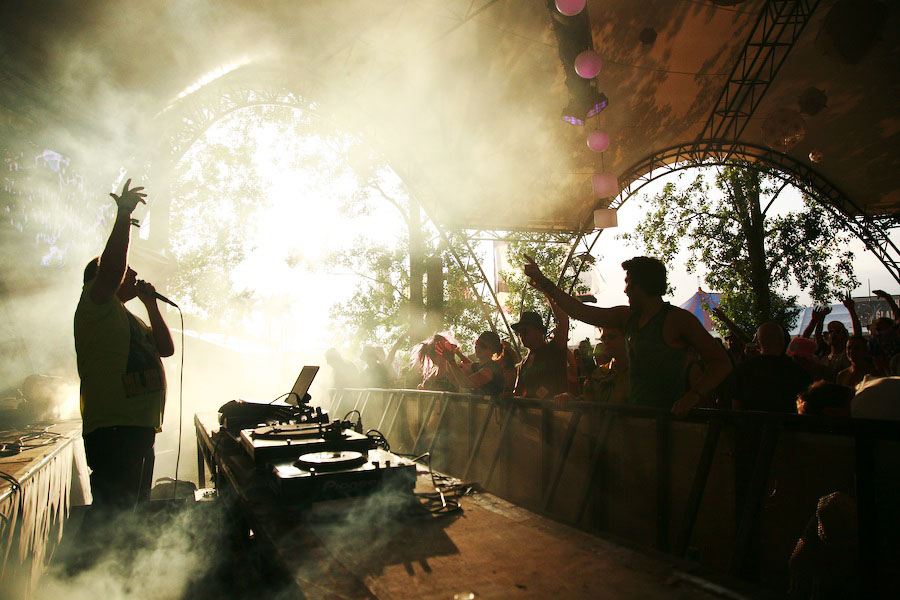
アメリカのブレイクコアDJドナ・サマーによるイギリスで行われたグラストンベリー・フェスティバルのライブパフォーマンス。

初期の「ハードコアテクノ」、または単なる「ハードコア」がヨーロッパに定着し始めた頃、世界各地でブレイクコアというジャンルが具体的な形を取り始めた。アメリカのミルウォーキーのAddict、フランスのレンヌのPeace Off、イタリアのボローニャのSonic Belligeranza、そしてロンドンのPlanet Muといった新しいレーベルに触発されて、ブレイクコアはハードコアにマッシュアップとインテリジェント・ダンス・ミュージックという新規の要素を取り入れた新たな分野を形成した。Notes on Breakcoreによると、Society Suckersはブレイクコアが1990年中期のアシッドテクノレイヴカルチャーと、ネオナチやそれとの結びつきが取り沙汰されていた初期のハードコアであるガバへの軽蔑から発展したと説明した。
ヨーロッパでは、ブレイクコアというジャンルはUndaCovaやSickboyなどによる地元でのライブアクトを取り扱ったベルギーのBreakcore Gives Me Wood、FFFやBong-Raが運営していたオランダのBreakcore A Go Go、Peace Offが本拠地としているレンヌのAnticartel、後のベルリンでのWastedとロンドンでのBangfaceのようなレイヴやクラブイベントによって確立された。
ブレイクコアは改変や分岐が起こりやすい。大勢の新規ブレイクコアアーティスト（例えばMochipetなど）はメロディックなコード進行と複雑なドラムプログラミングに着目し、他のアーティストは未だ歪んだハードコアブレイクビートやダークエッジといった音楽の影響（例えばヘヴィメタルやインダストリアル）に焦点を当てている。アーティストのヴェネチアン・スネアズは一部のアルバムにおいてクラシック音楽の要素を混ぜ込んだブレイクコアを製作した。シットマット、シックボーイ、DJスコッチ・エッグ、ドロップ・ザ・ライムといった他のアーティストはより軽快で面白いサウンドを作るためにマッシュアップ、ハッピーハードコア、レイヴといった異なる方向へと進んだ。
社会学者のアンドリュー・ウィーランはBreakcore: Identity and Interaction on Peer-to-Peerでヴェネチアン・スネアズは「それ以外のスタイルが脇に追いやられるくらいにブレイクコアと同義」になっていると述べている。 彼はブレイクコアを、オンラインやPeer-to-Peerの浸透が本質的にその発展に紐付けられている音楽ジャンルの最良の例であると付け加えている。

### 2020年代での再興
ブレイクコアは2020年代に再興し、1990年代および2000年代に作られたものとは大きく異なる音楽性をもたらした。Bandcamp DailyのライターであるJames Guiは「2020年代のブレイクコアはノスタルジックかつセンチメンタルな雰囲気のあるものであり、2010年代のデジタルハードコアのシーンから発展した。ビデオゲーム、アニメ、インターネット文化から得た美学を携えており、Machine GirlやGoreshitといったアーティストがその美学とサウンドに影響を与えている」と述べている。

## 特徴
全てのブレイクコアの最も明確な特徴はドラムワークで、それは高いBPMでのアーメンブレイクやクラシックなジャングル、ヒップホップブレイクの操作にしばしば基づいている。
『ニューヨーク・タイムズ』のサイモン・レイノルズによれば、ブレイクコアは「DJ/RuptureやTeamshadetekといったアーティストによって提供された音楽である。ジャマイカのサウンドシステムパーティ的なヴァイブの家で聴く代用品として、ゴロゴロと鳴るベースライン、せわしないビート、でこぼこしたラガボーカルを組み合わせた音楽だ。ブレイクコアのジャンルの中でもKnifehandchop、Kid 606そしてSoundmurdererといった他のアーティストは、初期のレイヴを思い起させる。そうした音楽は群衆が抽象的なノイズと痙攣のようなリズムの集中砲火に四肢を振り回していた時代の騒々しい熱狂を呼び起こす。今日あるような、目利きのエリートよりもむしろ流行の前衛のためにテクノ音楽が作られた時代を思わせる聴覚的蜃気楼だ」と述べられている。
21世紀に入り、伝統的なシンセサイザーのテクニックを取り入れて精巧なメロディを創作するアーティストが増えてきた。Flashbulb、Ruby My Dear、Venetian Snares、Drumcorps、Igorrrなど、生楽器の演奏を楽曲に用いる者も増えている。一方で多様なサンプリング音源を使用して楽曲を構築することも多く、その種類により様々なサブジャンルが定義されている。

### ラガコア
ラガコアとは、ブレイクコアより多少前からあるラガジャングルの性質を受け継いだ音楽のスタイルで、ラガとダンスホールレゲエのリズムとボーカルが特徴である。そのルーツは、ほぼ間違いなくジャングルのプロデューサーであるレマークに由来していて、彼は混沌としていて複雑にアレンジしなおしたブレイクビートとラガとダンスホールのボーカルをミックスした最初の一人である。ごく少数のプロデューサーだけがこのスタイルの作品を作っているが、それでもなおこのジャンルはブレイクコアのファンの中から多くの賛同を得ている。著名なスタイルの例にはアーロン・スペクターやBong-Raなどがある。

## 影響
ロンドンでは、DJスカッドがフェロープロデューサーのアフェージックと共にAmbush Recordsを設立し、クリストフ・フリンジリー、スレプシー、ザ・パナシア、そしてノイズ・クリエーターがAmbush Recordsから曲を発表した。「"Total Destruction"のようなスカッドとノーメックスのトラックは沢山のブレイクコアのサウンドの青写真として役立った。それは高いBPMによる熱狂的なマッシュアップ、ポスト・ジャングルブレイク、フィードバック、ノイズ、ジャマイカ的な要素とサンプリングに対する無頓着な姿勢が組み合わさり、最も幅広いスタイルの音楽（ヒップホップ、ロック、インダストリアル、ポップなど）を用いている」。
同時に、オーストラリアのニューカッスルに拠点を置くBloody Fist Recordsは、多くのハードコア/ガバ、インダストリアル、ノイズのレコードを発表した。 Bloody Fist Recordsがその活動期間に契約を行ったアーティストにはシンディケート、クシロカイン、エプシロンそしてネーセンブリューテンが含まれる。レーベルの創設者であるマーク・ニューランズは1997年に「こういう居心地の悪さというのは、主流で常に押し付けられたポップカルチャーに対する反応からも来ていると思う。テレビ、ラジオ、マスメディアを介して人々が強いられてるようなものだ。そのせいで火がついて、もともとそこにあった攻撃性とか居心地の悪さが保持されてるんだ」と述べている。ニューランズは「カット＆ペースト精神」と産業環境の産物だとその音楽を描写した。ゲイル・プリーストはExperimental Musicの中でBloody Fist Recordsがブレイクコアジャンルに貢献し、1990年代にはその発展に拍車をかけたことが世界的に認められているとして評価した。
The Bloody Fist サウンドはノイズミュージックからブレイクコアになり、高いBPMの要素と「非常に厚みのあるローファイな質感」が加えられている。たとえば、1996年のNasenblutenによるFuck Anna Woodは初期のハードコアビートに乗せた会話に物議を醸すような形でラジオの啓蒙放送のサンプルをコラージュしたことで、このスタイルを例示した。
1994年に結成されたDigital Hardcore RecordingsはAlec Empire、Shizuo、Atari Teenage Riot、EC8OR そしてBomb20といったアーティストの音楽を発表し、ブレイクコアサウンドを形づくった。

## 評価
『ヴァイス』誌はブレイクコアのジャンルをグアンタナモ湾収容キャンプの取り調べで使用された形式の音楽となぞらえた。 この雑誌はブレイクコアのジャンルのハイライトとしてヴェネティアン・スネアズを称賛した。

## 著名なアーティスト

### 日本の主要アーティスト
- COM.A
- DJ Scotch Egg
- MARUOSA
- Ove-NaXx
- Satanicpornocultshop（サタニックポルノカルトショップ）
- 藤子名人

### 非日本語圏の主要アーティスト
- Bong-Ra
- Doormouse
- Enduser
- Hecate
- Igorrr[22]
- Jason Forrest (DJ Donna Summer)
- Kid606
- Nero's Day at Disneyland (Lauren Bousfield)[23]
- Reizoko Cj
- Ruby My Dear[22]
- Squarepusher
- Venetian Snares

## レーベル

### 日本の主要レーベル
- ROMZ Records
- Vol.4 Records
- MURDER CHANNEL
- Superbad MIDI Breaks
- OTHERMAN RECORDS

### 日本国外の主要レーベル
- Ad Noiseam
- Cock Rock Disco
- Hymen Records
- Planet Mu
- Sublight Records
- Tigerbeat6
- Peace Off